# Korcsolyacsarnok
A Korcsolyacsarnok egy Budapest XIV. kerületi műemléki védettség alatt álló épület.

## Története
A Városliget szélén, az Olof Palme sétány 5. szám alatt jegyzett épület a korábban megnyitott Műjégpálya mellett 1895-ben épült fel id. Francsek Imre tervei alapján, neobarokk stílusban. A második világháborúban, Budapest ostroma alatt az épület környezete jelentős károkat szenvedett, amelyet később helyrehoztak. A Fővárosi Önkormányzat 2009–2011 között teljesen felújította a ma már műemléki védettség alatt álló épületet, és újjáépíttette a lebombázott épületszárnyat is.
1926-ban ifjabb Paulheim Ferenc tervei alapján kibővítették.

## Képtár

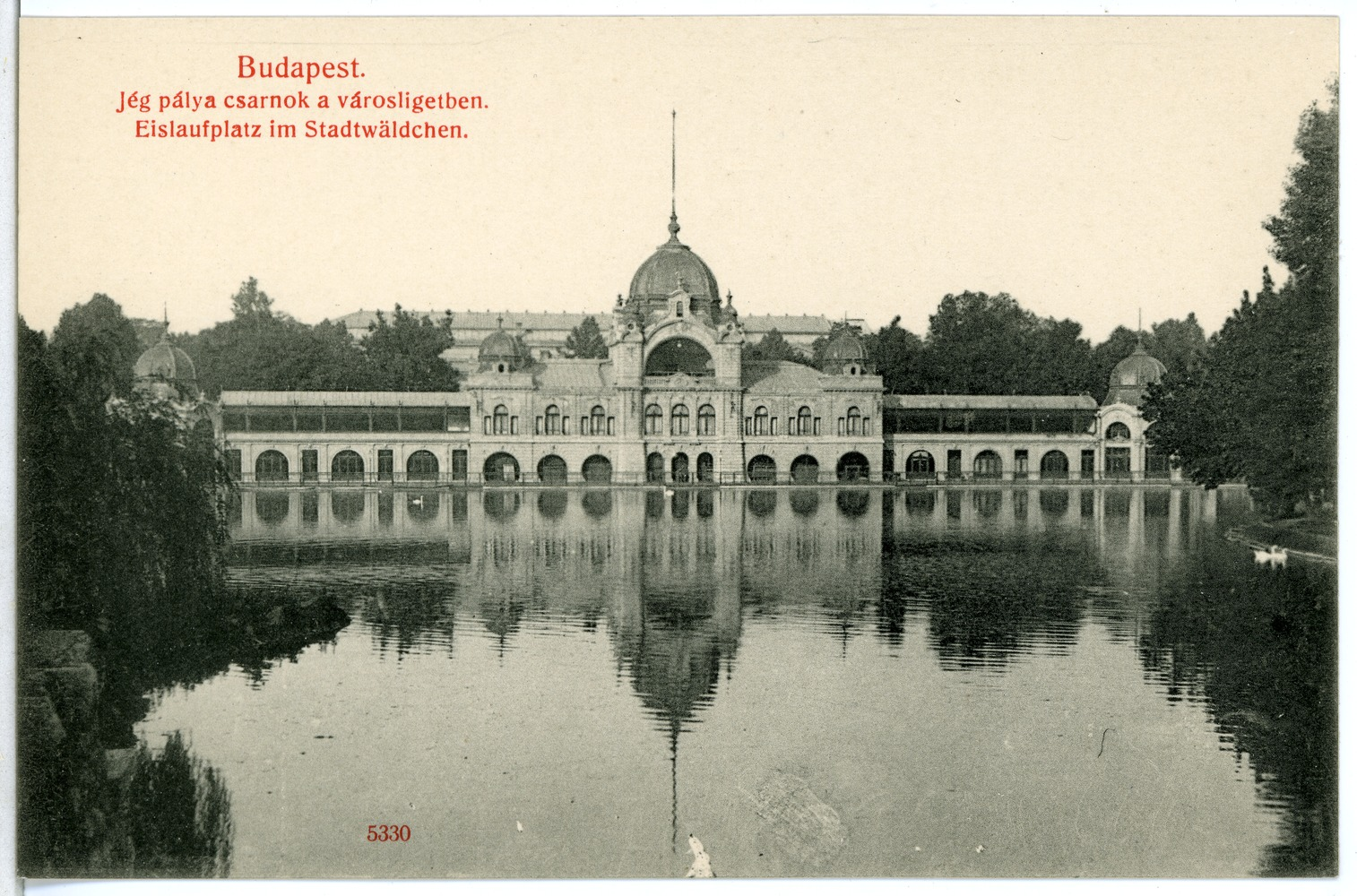
A tó felőli homlokzat egy 20. század elején készült fekete-fehér képeslapon
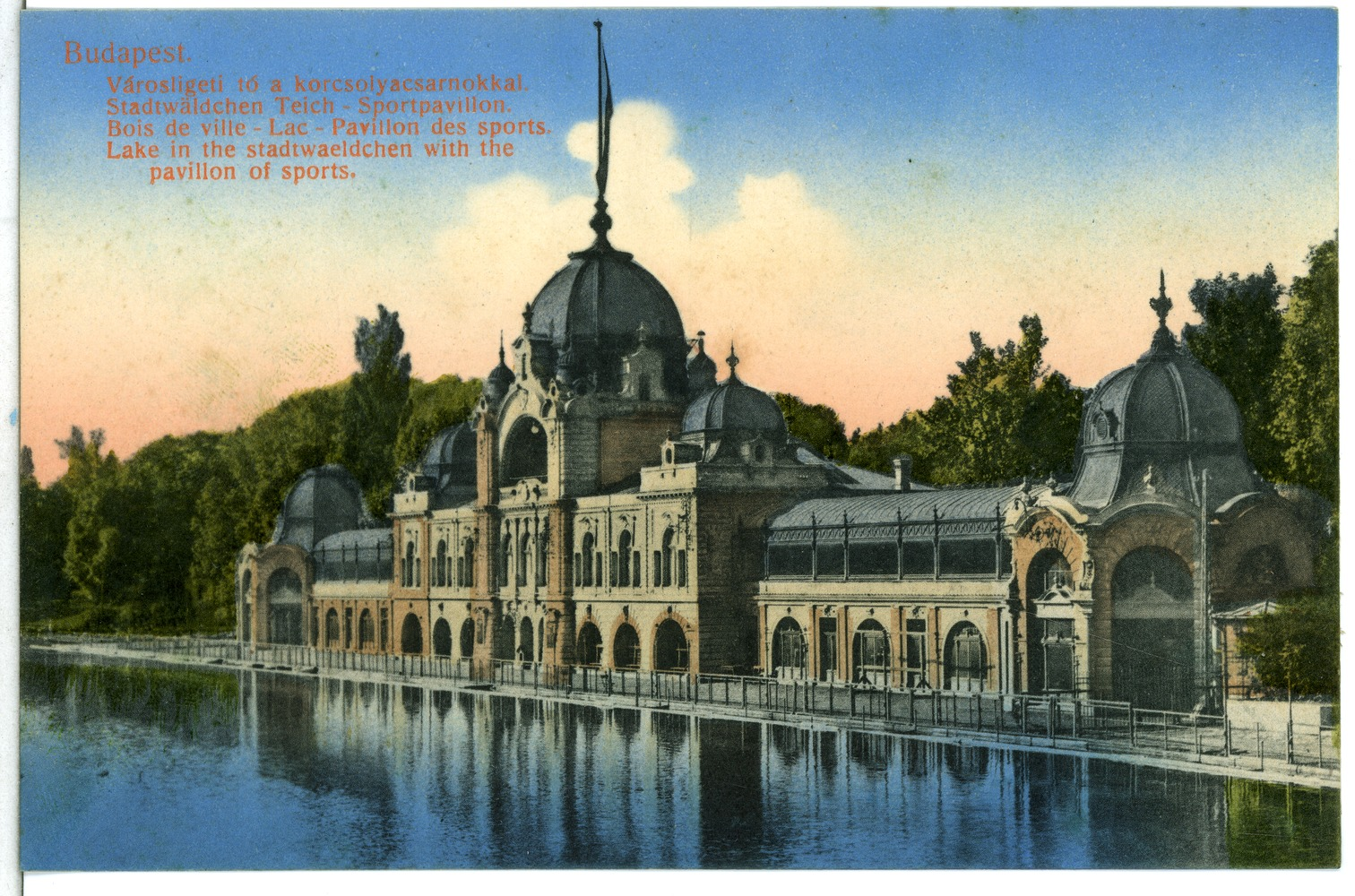
A tó felőli homlokzat egy 20. század elején készült színes képeslapon
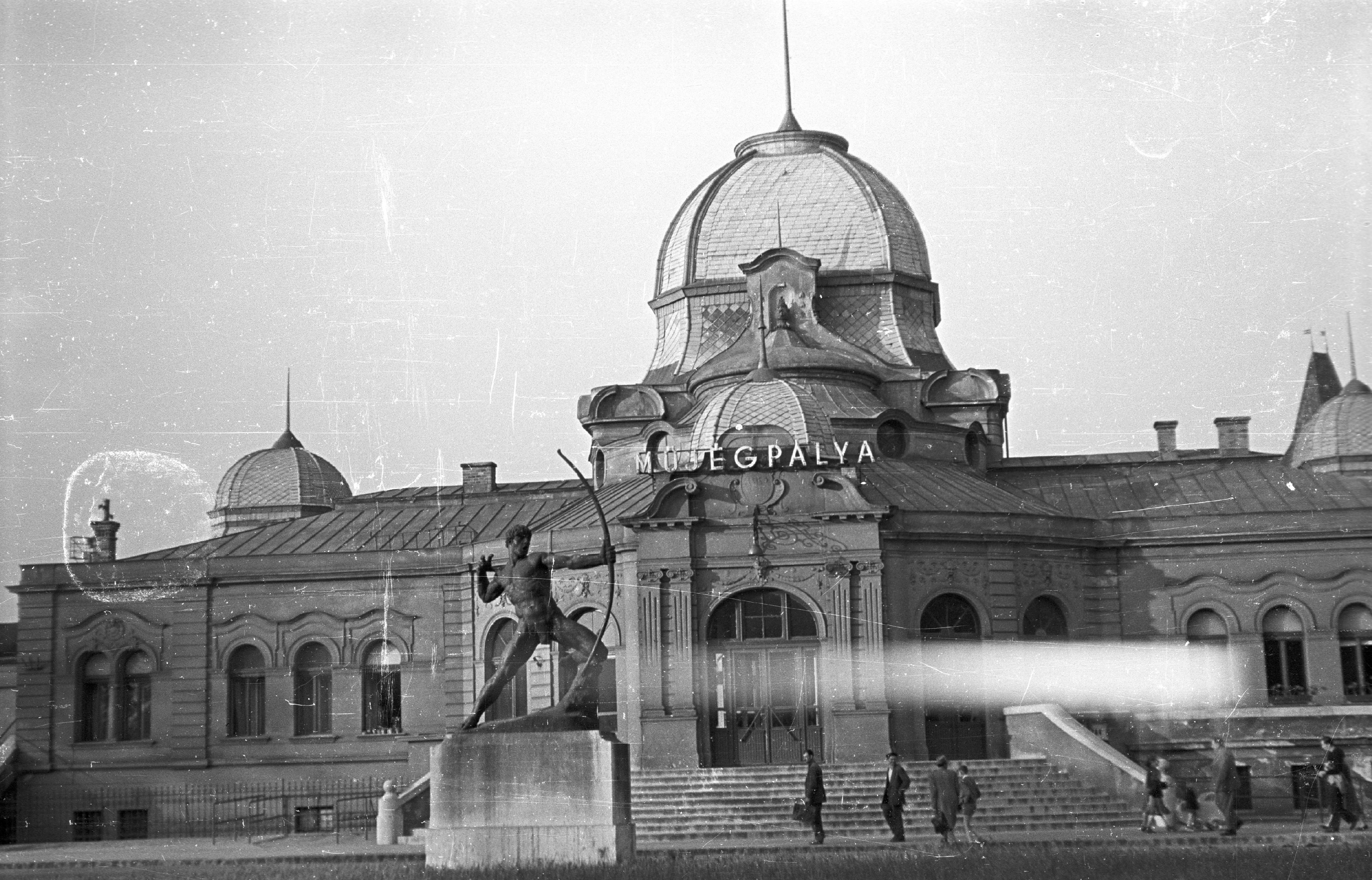
Az Olof Palme sétány felőli homlokzat egy 1950-es évekbeli fényképen Kisfaludi Strobl Zsigmond 1929-ben készült Íjász szobrával
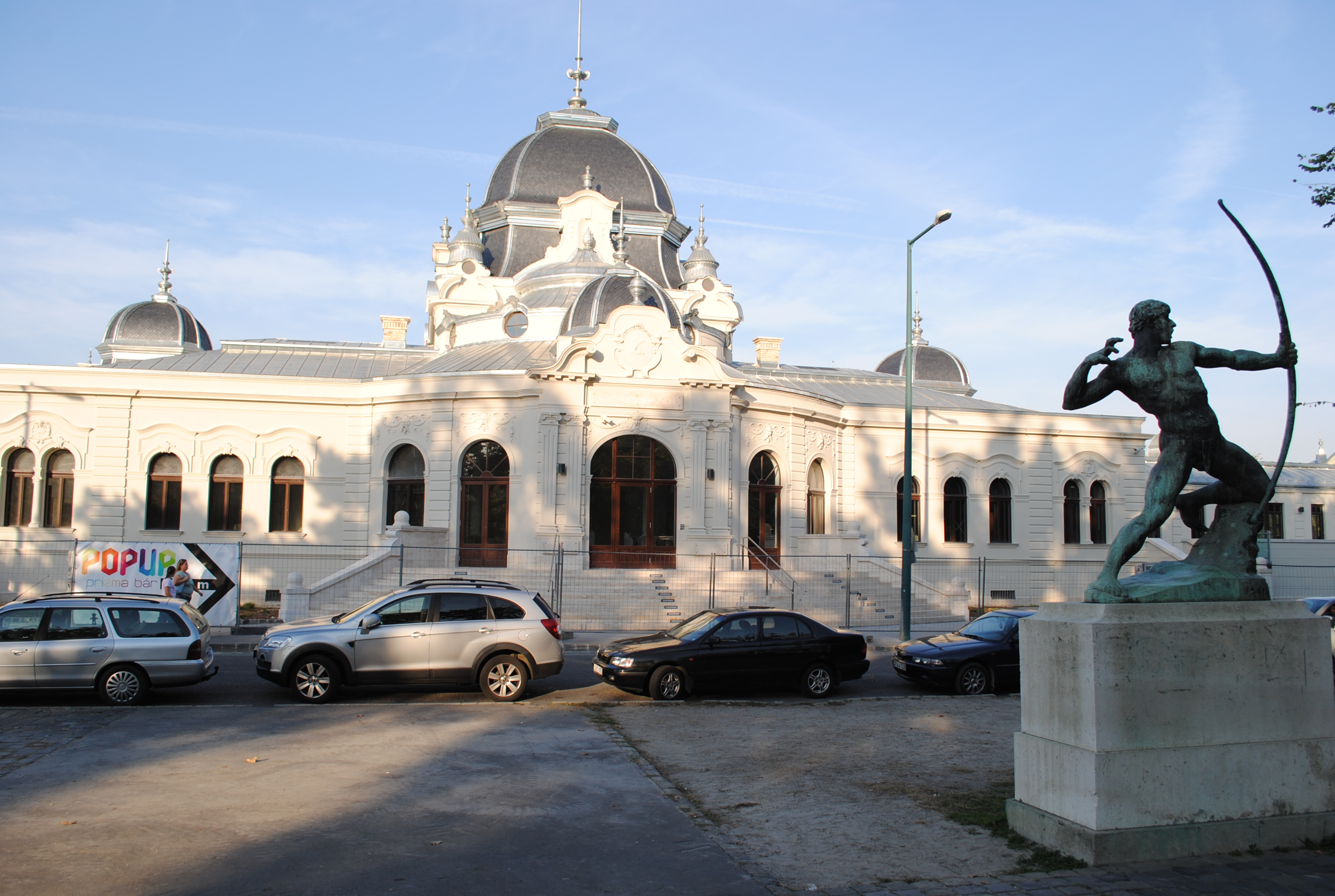
Ugyanez napjainkban
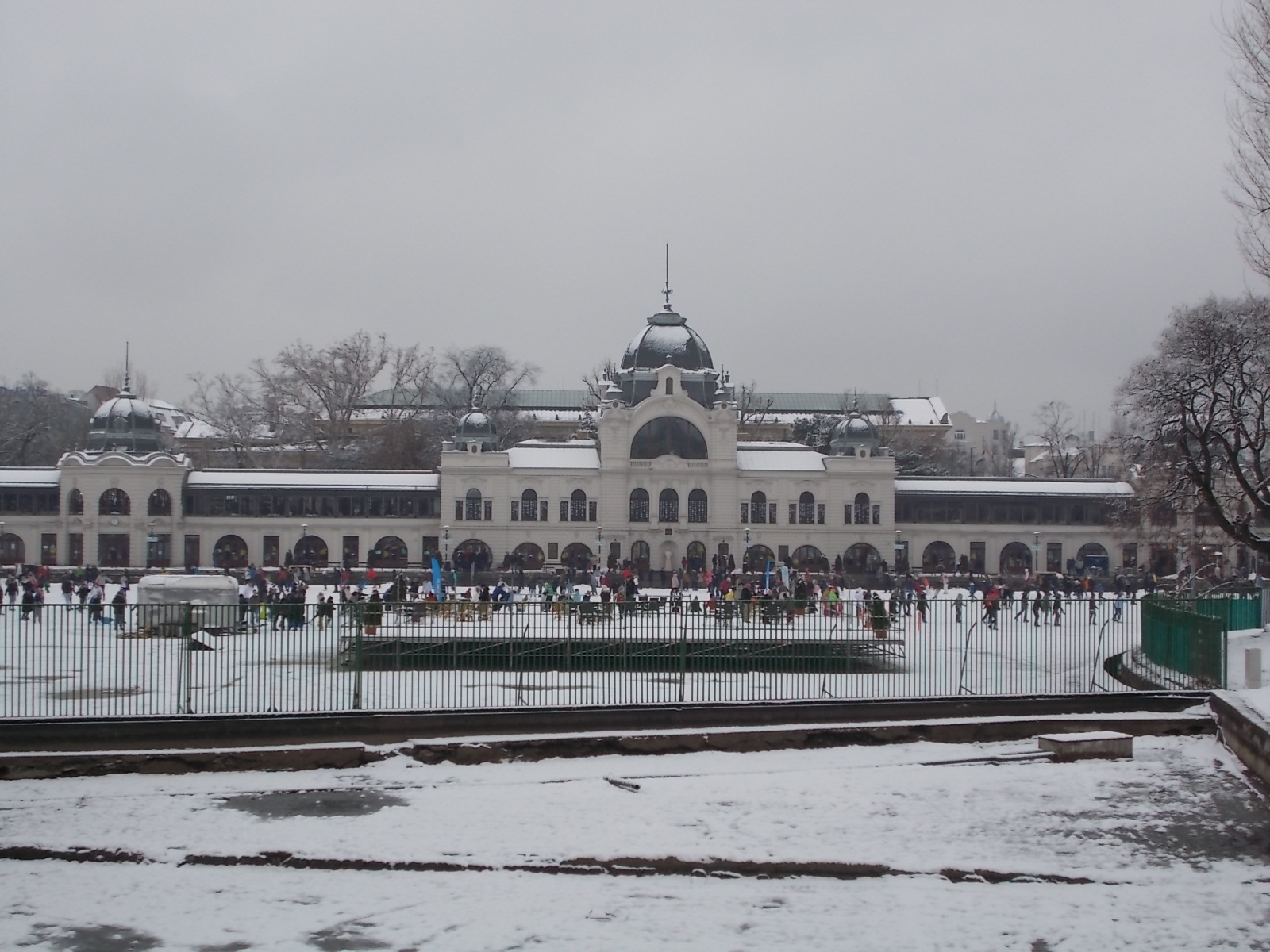
Téli fénykép
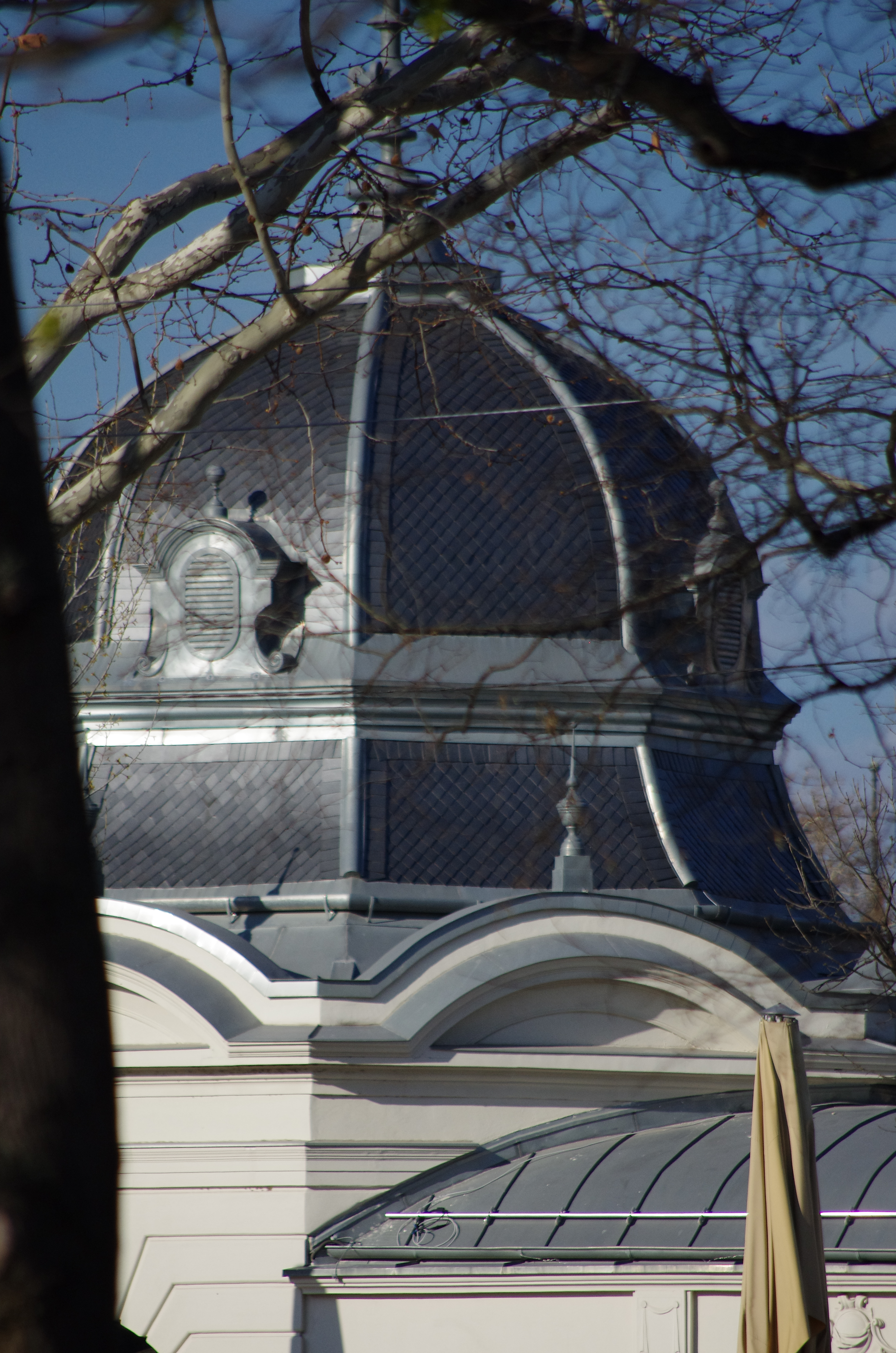
Toronyrészlet
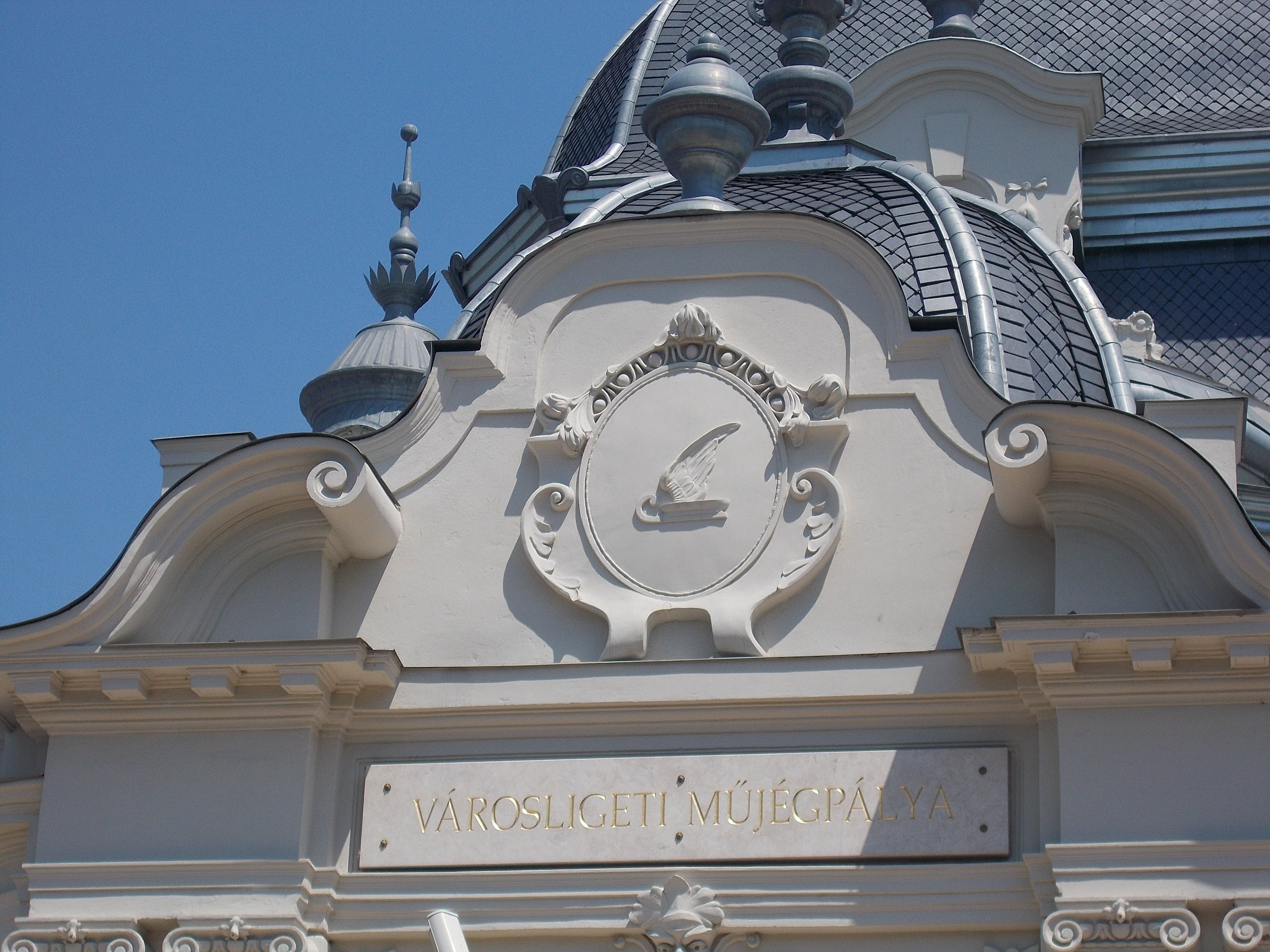
Toronyrészlet
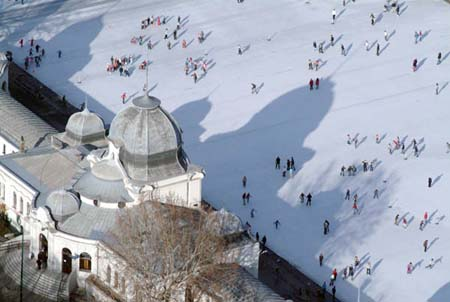
Az épület részlete felülnézetből